# Расел Швајкарт
Расел Луис „Расти” Швајкарт (енгл. Russell Louis „Rusty” Schweickart; Нептун Тауншип, 25. октобар 1935), пензионисани је амерички астронаут и пилот. Као пилот лунарног модула, заједно са Џејмсом Макдивитом и Дејвидом Скотом, учествовао је 1969. године у Насиној мисији Аполо 9. За астронаута је изабран 1963. године.

## Биографија
Швајкарт је рођен 25. октобра 1935. године у Нептун Тауншипу (Њу Џерзи). Одрастао је на великој фарми, сањајући да постане пилот и каубој. Средњу школу је завршио у Манасквану, 1952. У младости је био члан Младих извиђача САД и завредео је чин First Class Scout. По завршетку средње школе, добио је стипендију за МТИ-ју у области ваздухопловне технике. Дипломирао је 1956. године. Магистрирао је из области аеронаутике и астронаутике 1963. године.
По дипломирању, ступио је у Ратно ваздухопловство САД. Служио је до 1963. године, када је и изабран у астронаутски корпус НАСА као најмлађи астронаут у својој селекцији, са непуних 28 година. Имао је чин капетана. У том периоду летео је и као пилот Ваздухопловне националне гарде Масачусетса на F-86 сејбровима, а бавио се и научно-истраживачким радом у експерименталној астрономској лабораторији на МТИ-ју, са акцентом на атмосферску физику, праћење звезда и стабилизацију звезданих слика. Магистарска теза тицала му се стратосферске зрачности.
Током мисије Аполо 9, Швајкарт је извео прву свемирску шетњу у оквиру Аполо програма, и у отвореном свемиру провео нешто више од сат времена. Том приликом је извршио тестирање примарног система подршке животу астронаутима током боравка у отвореном свемиру, што им је користило током боравка на Месецу. Међутим, лет за Швајкарта није протекао без икаквих тешкоћа. Наиме, још првог дана осетио је последице космичког адаптационог синдрома, што је пролонгирало његову свемирску шетњу. Ипак, стање му се убрзо стабилизовало и он је свој посао одрадио у складу са планом и програмом мисије, а петоминутну паузу током боравка у отвореном свемиру је описао као метафизичко искуство посматрајући Земљу, контемплирајући њен положај у Универзуму. На овом искуству је базирао будуће бављење трансценденталном медитацијом.
Забележио је преко 4.000 часова лета; од тога 3.500 на млазњацима. У свемиру је провео десет дана. Мисија Аполо 9 била му је једини пут у свемир. Био је резервни командант мисије Скајлаб 2, као и резерва на никад полетелом Аполу 1.

### Каријера после НАСА
Мада је имао активан летачки статус, није више летео у свемир. Упућен је на Скајлаб програм, а сам Швајкарт је истакао „како није био један од Алових момака”, алудирајући на либералне политичке ставове које је делио са својом тадашњом супругом Клер. Обављао је одређене дужности у централи НАСА у Вашингтону, али је Агенцију напустио 1977. године и посветио се другим пословима. Био је на функцији асистента за науку и технологију гувернера Калифорније, Џерија Брауна. Затим је пет и по година провео као члан Комисије за енергију Калифорније, на чијем се челу три године налазио.
Након тога је основао, у сарадњи са совјетским космонаутима Георгијем Гречком, Алексејем Леоновим и Виталијем Севастјановим, Асоцијацију свемирских истраживача; чланство у овој организацији слободно је за све оне који су извршили најмање једну орбиту око Земљине осе. Обављао је такође функције председника и генералног директора ALOHA Networks, Inc., као и функцију извршног потпредседника компаније CTA Commercial Systems, Inc., где се налазио и на позицији директора за системе ниске Земљине орбите. Уочи овог ангажмана, основао је компанију Courier Satellite Services, Inc., чији је и председник био.
Основао је са астронаутом Едом Луом 2002. године Фондацију Б612, непрофитну организацију која се бави заштитом Земље од удара астероида. Налази се на позицији емеритуса Фондације, а маја 2005. године је сведочио пред Конгресом САД о погледу опасности од удара 99942 Апофис астероида. Пет година касније је са астронаутом Томом Џоунсом служио у Радној групи планетарне одбране Саветодавног одбора НАСА.
Женио се два пута и има седморо деце. Члан је неколико кућа славних и носилац бројних друштвених признања, цивилних и војних одликовања.

## Галерија
- Расел Швајкарт испред свог F-86 сејбра, 1963. године
- Расел Швајкарт (трећи здесна, горњи ред) са својом селекцијом астронаута, 1963. године
- Расел Швајкарт као астронаут НАСА, 1964. године
- Швајкарт са Грисомом (први слева) и Канингемом (у средини), 1966. године
- Расел Швајкарт (горе десно) са примарном и резервном посадом Апола 1, 1966. године
- Расел Швајкарт током тренинга, 1968. године
- Швајкарт, Скот и Макдивит (здесна налево) као посада Апола 9 (у позадини ракета Сатурн V, 1968. године
- Расел Швајкарт на конференцији пре лета Аполо 9, 1969. године
- Расел Швајкарт са опремом, 1969. године
- Расел Швајкарт током последњих припрема уочи Апола 9, 1969. године
- Свемирска шетња Расела Швајкарта, 1969. године
- Расел Швајкарт у отвореном свемиру, 1969. године
- Швајкарт (лево) и Ед Лу испред Фондације Б612, 2013. године
- Леонов (лево) и Швајкарт (у средини), 2016. године
- Швајкарт, 2021. године